# Олексинка
Оле́ксинка (Оле́ксенка, Але́ксинка) — река в России, протекает по Кологривскому району Костромской области. Устье реки находится в 261 км по левому берегу реки Унжа. Длина реки составляет 10 км.
Исток реки расположен в лесу примерно в 7 км к северо-северо-востоку от Кологрива. Течёт в основном на юго-запад. Верхнее течение проходит по лесу, нижнее — по городу Кологрив, на южной окраине которого Олексинка впадает в Унжу на высоте 109 м над уровнем моря.

## Данные водного реестра
По данным государственного водного реестра России относится к Верхневолжскому бассейновому округу, водохозяйственный участок реки — Унжа от истока и до устья, речной подбассейн реки — Бассей притоков Волги ниже Рыбинского водохранилища до впадения Оки. Речной бассейн реки — (Верхняя) Волга до Куйбышевского водохранилища (без бассейна Оки).
Код объекта в государственном водном реестре — 08010300312110000015433.